# Rivière des Saults
La rivière des Saults est un affluent de la rive gauche de la rivière Nicolet Sud-Ouest. Elle traverse les municipalités de Saint-Cyrille-de-Wendover et Sainte-Brigitte-des-Saults dans la municipalité régionale de comté (MRC) de Nicolet-Yamaska et Saint-Lucien dans la MRC de Drummond, dans la région administrative du Centre-du-Québec au Canada.

## Géographie
La rivière des Saults prend sa source de ruisseaux agricoles dans le nord-ouest de Saint-Lucien. À partir de là elle coule sur environ 31 km vers le nord-ouest jusqu'à sa confluence rive gauche avec la rivière Nicolet Sud-Ouest.

## Toponymie
Le toponyme « Rivière des Saults » a été officialisé le 5 décembre 1968 à la Commission de toponymie du Québec.